# Альбидзате
Альбидза́те, Альбиццате (итал. Albizzate) — город и коммуна на севере Италии. Располагается в провинции Варесе области Ломбардия.
Население составляет 5 320 человек (на 2017 г.), плотность населения составляет 1 371 чел./км². Площадь коммуны составляет — 3,88 км². Почтовый индекс — 21041. Телефонный код — 00331.
Покровителем коммуны почитается святой Александр из Бергамо. Праздник города ежегодно празднуется 26 августа.